# North Norfolk
North Norfolk is een Engels district in het shire-graafschap (non-metropolitan county OF county) Norfolk en telt 105.000 inwoners. De oppervlakte bedraagt 962 km².
Van de bevolking is 25,4% ouder dan 65 jaar. De werkloosheid bedraagt 2,6% van de beroepsbevolking (cijfers volkstelling 2001).

## Civil parishesin district North Norfolk
Alby with Thwaite, Aldborough & Thurgarton, Antingham, Ashmanhaugh, Aylmerton, Baconsthorpe, Bacton, Barsham, Barton Turf, Beeston Regis, Binham, Blakeney, Bodham, Briningham, Brinton, Briston, Brumstead, Catfield, Cley Next The Sea, Colby, Corpusty and Saxthorpe, Cromer, Dilham, Dunton, East Beckham, East Ruston, Edgefield, Erpingham, Fakenham, Felbrigg, Felmingham, Field Dalling, Fulmodeston, Gimingham, Great Snoring, Gresham, Gunthorpe, Hanworth, Happisburgh, Helhoughton, Hempstead, Hempton, Hickling, High Kelling, Hindolveston, Hindringham, Holkhamn, Holt, Honing, Horning, Horsey, Hoveton, Ingham, Ingworth, Itteringham, Kelling, Kettlestone, Knapton, Langham, Lessingham, Letheringsett with Glandford, Little Barningham, Little Snoring, Ludham, Matlask, Melton Constable, Morston, Mundesley, Neatishead, North Walsham, Northrepps, Overstrand, Paston, Plumstead, Potter Heigham, Pudding Norton, Raynham, Roughton, Runton, Ryburgh, Salthouse, Scottow, Sculthorpe, Sea Palling, Sheringham, Sidestrand, Skeyton, Sloley, Smallburgh, Southrepps, Stalham, Stibbard, Stiffkey, Stody, Suffield, Sustead, Sutton, Swafield, Swanton Abbott, Swanton Novers, Tattersett, Thornage, Thorpe Market, Thurning, Thursford, Trimingham, Trunch, Tunstead, Upper Sheringham, Walcott, Walsingham, Warham, Wells-next-the-Sea, West Beckham, Westwick, Weybourne, Wickmere, Wighton, Witton, Wiveton, Wood Norton, Worstead.